# Friedrich Sarre
Friedrich Paul Theodor Sarre (Berlino, 22 giugno 1865 – Potsdam, 31 maggio 1945) è stato un archeologo, orientalista e storico dell'arte tedesco.
Durante la sua vita, ha raccolto un'impressionante collezione d'arte islamica.

## Carriera
Influenzato da Carl Humann, nel 1895/96, condusse delle ricerche archeologiche in Frigia, Licaonia e Pisidia. Quando era qua studiò i relativi monumenti architettonici trovati e raccolse del materiale epigrafico. Nel 1905, con Ernst Herzfeld, fece degli scavi a Samarra, capitale della dinastia Abbaside. I due uomini hanno pubblicato i loro risultati in Archaeologische Reise im Euphrat und Tigris Gebeit (viaggio archeologico nella regione del Tigri e dell'Eufrate).
Raccolse anche degli oggetti d'arte provenienti da tutto il Medio Oriente, in particolare dalla Persia e da Costantinopoli. Questi articoli sono stati messi in mostra a Berlino (1899), e più tardi a Parigi all'esposizione dell'arte musulmana (1903). Donò la maggior parte della sua collezione al Bode-Museum, allòra direttore del "dipartimento islamico".

## Opere principali
- Reise in Kleinasien-sommer 1895--forschungen zur Seldjukishin Kunst und Geographie des Landes, 1896.
- Transkaukasien, Persien, Mesopotamien, Transkaspien, 1899.
- Denkmäler persischer Baukunst : geschichtliche Untersuchung und Aufnahme muhammedanischer Backsteinbauten in Vorderasien und Persien (1901 1910).
- Erzeugnisse islamischer kunst (Volume 1-2, con Eugen Mittwoch) 1906–1909.
- Archäologische Reise im Euphrat- und Tigris-Gebiet (4 volumi, con Ernst Herzfeld; Max van Berchem), 1911-1920.
- Die Kunst des alten Persien, 1922.
- "Oriental carpet designs in full color" (con Hermann Trenkwald); New York: Dover Publications, ©1979. Originariamente pubblicato in due volumi, 1926 e 1929, di Anton Schroll & Co., Vienna.
- "Islamic bookbindings", (con F D O'Byrne); London, K. Paul, Trench, Trubner & co., ltd. (1923).[3]